# Sipjeong-dong
Sipjeong-dong (koreanska: 십정동)  är en stadsdel i staden Incheon i Sydkorea, 27 km väster om huvudstaden Seoul. Den ligger i stadsdistriktet Bupyeong-gu.

## Indelning
Administrativt är Sipjeong-dong indelat i:
| Namn    | Namn                | Yta km² | Invånare 31 dec 2020 |
| ------- | ------------------- | ------- | -------------------- |
| 십정1동 | Sipjeong 1(il)-dong | 1,79    | 13 300               |
| 십정2동 | Sipjeong 2(i)-dong  | 1,09    | 25 071               |